# Каримов, Салих
Салих Каримов — советский хозяйственный и государственный деятель, лауреат Государственной премии СССР за выдающиеся достижения в труде.

## Биография
Родился в 1919 году на территории современной Ташкентской области. Член КПСС.

В 1933—1939 — кетменщик, табельщик в овощеводческой бригаде отца.
В 1939—1941 — бригадир картофелеводческой бригады колхоза имени Калинина Калининского района Ташкентской области Узбекской ССР.
Участник Великой Отечественной войны (1941—1943).
В 1943—1984 годах — бригадир картофелеводческой бригады колхоза имени Калинина Калининского района Ташкентской области Узбекской ССР.
За большой личный вклад в дело увеличения производства и улучшения качества переработки с/х продукции был в составе коллектива удостоен Государственной премии СССР за выдающиеся достижения в труде 1982 года.
Жил в Ташкенте.

## Награды
- Орден Ленина
- Орден Октябрьской Революции
- Орден Отечественной войны II степени (06.04.1985)
- Орден Трудового Красного Знамени